# Mega Man Legends 2
Mega Man Legends 2, conhecido no Japão como Rockman DASH 2 (ロックマンDASH2, Rokkuman Dasshu Tsū), é a seqüência direta de Mega Man Legends. O jogo foi lançado para PlayStation em abril de 2000 para o Japão, outubro do mesmo ano para a América do Norte e agosto de 2001 para a Europa. Conversões diretas (não-modificadas) do jogo também foram lançadas no Japão para Windows em agosto de 2002 e PlayStation Portable em setembro de 2005.